# 宮田光次
宮田光次（？—1578年）。幼名喜八郎。是羽柴秀吉的家臣，後在三木合戰中陣亡。

## 生平
羽柴秀吉擔任近江國長濱城主時成為他的家臣、獲得大母衣眾的任命，在天正元年（1573年）、秀吉賞給他長濱近邊250貫的領地。在秀吉接受織田信長命令攻擊毛利家時，也隨軍西征，在播磨國又加封5000石。
宮田光次因在征伐播磨三木城時大為活躍，與神子田正治、戶田勝隆、尾藤知宣並稱秀吉四天王。。
但在天正6年（1578年）5月，羽柴秀吉進攻反叛織田信長的播磨豪族別所長治時，宮田光次卻在包圍三木城的周邊戰事（三木合戰）中陣亡，根據竹中重門所寫的『豐鑑』一書。宮田光次是在援救上月城時戰死，但也有戰死於高倉城的說法。

## 逸話
宮田光次以驍勇聞名，後代記錄中有「太閤（豊臣秀吉）の臣に宮田喜八（光次）とて武勇第一の人あり」的描述。
據說有次秀吉召集家臣進行酒宴，說道「我家的弓矢之勢（家臣団）、比起過往又強盛了多少呢？」許多家臣紛紛進言說：「有三倍之多」「有五倍之多」，秀吉最後卻下了結論說：「我覺得應該有十倍」言畢眾人一同大笑。這時秀吉的參謀竹中半兵衛卻說「弓矢、比往昔還拙劣」，這反論一出，秀吉隨之大驚，追問緣由，竹中半兵衛說：「自宮田喜八（宮田光次）死後以來，便拙劣了」，此言一出，眾人靜默。聽到此言的秀吉想起這位勇者，嘆息道：「半兵衛所言甚是」。